# Luca Carboni
Luca Carboni (Bolonia, 12 de octubre de 1962) es un cantante y multiinstrumentista italiano. Ya en la edad de 9 años se interesó por la música. Aunque tocó el Piano a la edad de 6 años. Ha participado en grandes bandas como músico tocando la guitarra, piano; ya que en 1981 fue parte de la banda new wave y punk Teobaldi Rock, posteriormente en 1983, trabaja como solista.
Ha colaborado con artistas tales como Jovanotti, Lucio Dalla, entre otros. Aún sigue en actividad.

## Discografía
- … E intanto Dustin Hoffman non sbaglia un film (1984)
- Forever (1985)
- Luca Carboni (1987)
- Persone silenziose (1989)
- Carboni (1992)
- Diario Carboni (1993)
- MONDO world welt monde (1995)
- Mundo (1996)
- Carovana (1998)
- Il tempo dell'amore (1999)
- LU*CA (2001)
- Live (2003)
- … Le band si sciolgono (2006)